# Järnvägsolyckan i Bridgewater 1886
Järnvägsolyckan i Bridgewater inträffade på natten den 22 juli 1886 i Bridgewater i Tasmanien i Australien, då  ett persontåg spårade ur i låg hastighet vid en bro över floden Derwent River. Tågets eldare drunknade i floden efter att han kastats ur loket då det välte på bron. En passagerare som steg av tåget och föll igenom bron drunknade också. En tredje man hamnade också i floden, men han räddades av fyra män i en båt.